# Azul 29
Azul 29 est un groupe brésilien de new wave, originaire de São Paulo, dans l'État de São Paulo, actif entre 1982 et 1985. Il est célèbre pour le tube  Videogame, sorti en 1984.

## Histoire
Azul 29 est formé en avril 1982, dans la ville de São Paulo, par le guitariste Eduardo Amarante et Thomas « Miko » Bielefeld, deux anciens membres du groupe brésilien de synthpop Agentss. Après la séparation de ce groupe en 1983, Malcolm Oakley et Thomas Susemihl (qui faisait également partie des Agentss) rejoignent Amarante et Bielefeld. La même année, ils sortent un EP éponyme sur WEA (Warner Music Group), contenant les morceaux Metrópole et Olhar. En 1984, ils sortent un deuxième EP éponyme, également chez WEA, contenant les titres Videogame et O Teu Nome em Neon ; sur cet EP, les éléments électroniques de leur musique sont plus marqués que sur leur précédent album. Videogame devient le plus grand succès d'Azul 29 après avoir été utilisé dans la bande-son du film populaire Bete Balanço, réalisé par Lael Rodrigues en 1984,.
Malgré son succès, le groupe s'arrête en 1985. Par la suite, Amarante et Oakley rejoindront le groupe de post-punk et Nouveaux Romantiques ZERØ. Le 18 août 2016, le décès de Thomas Bielefeld à la Santa Casa de Pindamonhangaba est annoncé. Il était hospitalisé en raison d'une insuffisance cardiaque et respiratoire,.